# بخش نیس
بخش نیس (به فرانسوی: Arrondissement de Nice) یک بخش در فرانسه است که در آلپ-ماریتیم واقع شده‌است.